# Schloss Witschein

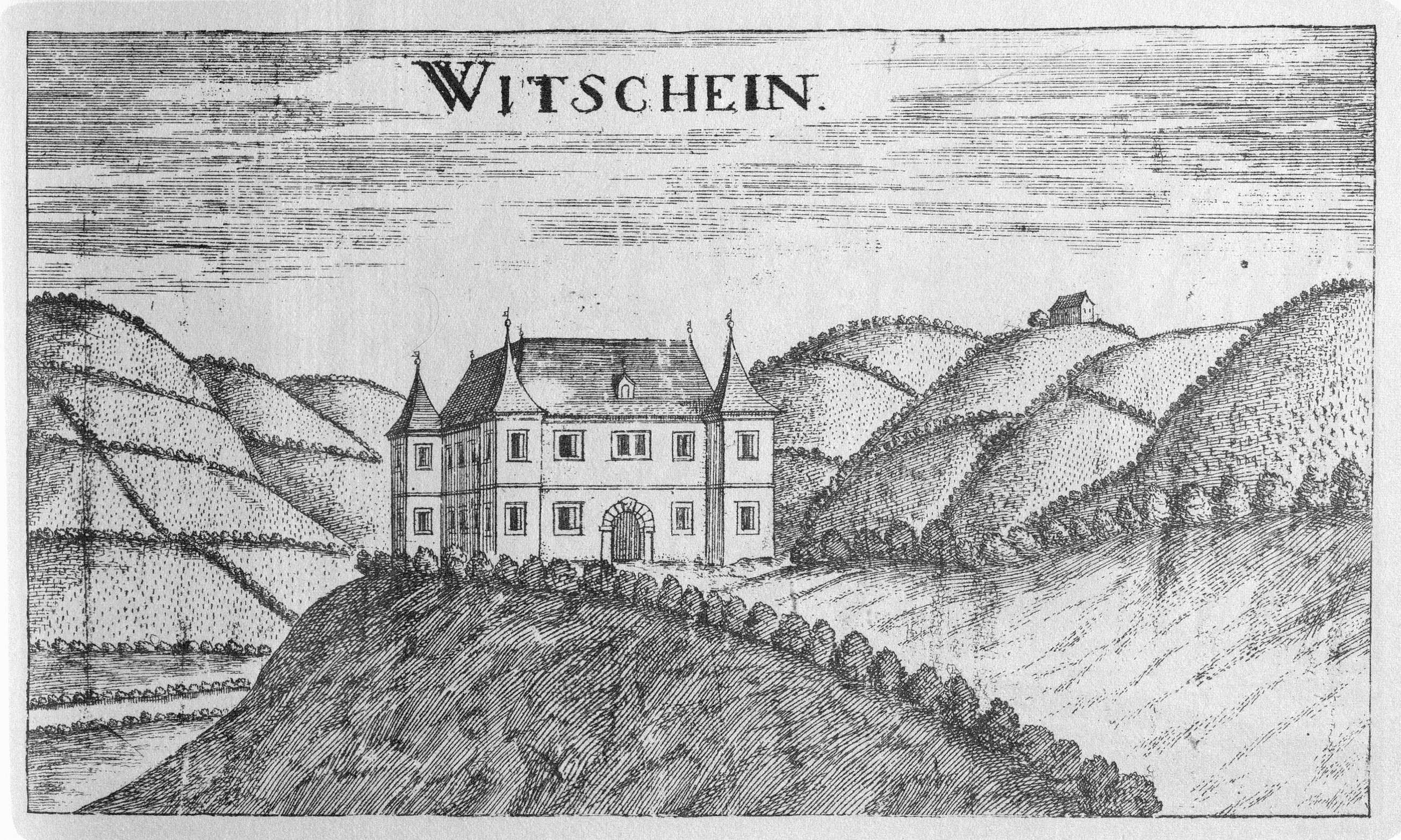
Kupferstich von 1681 von Georg Matthäus Vischer

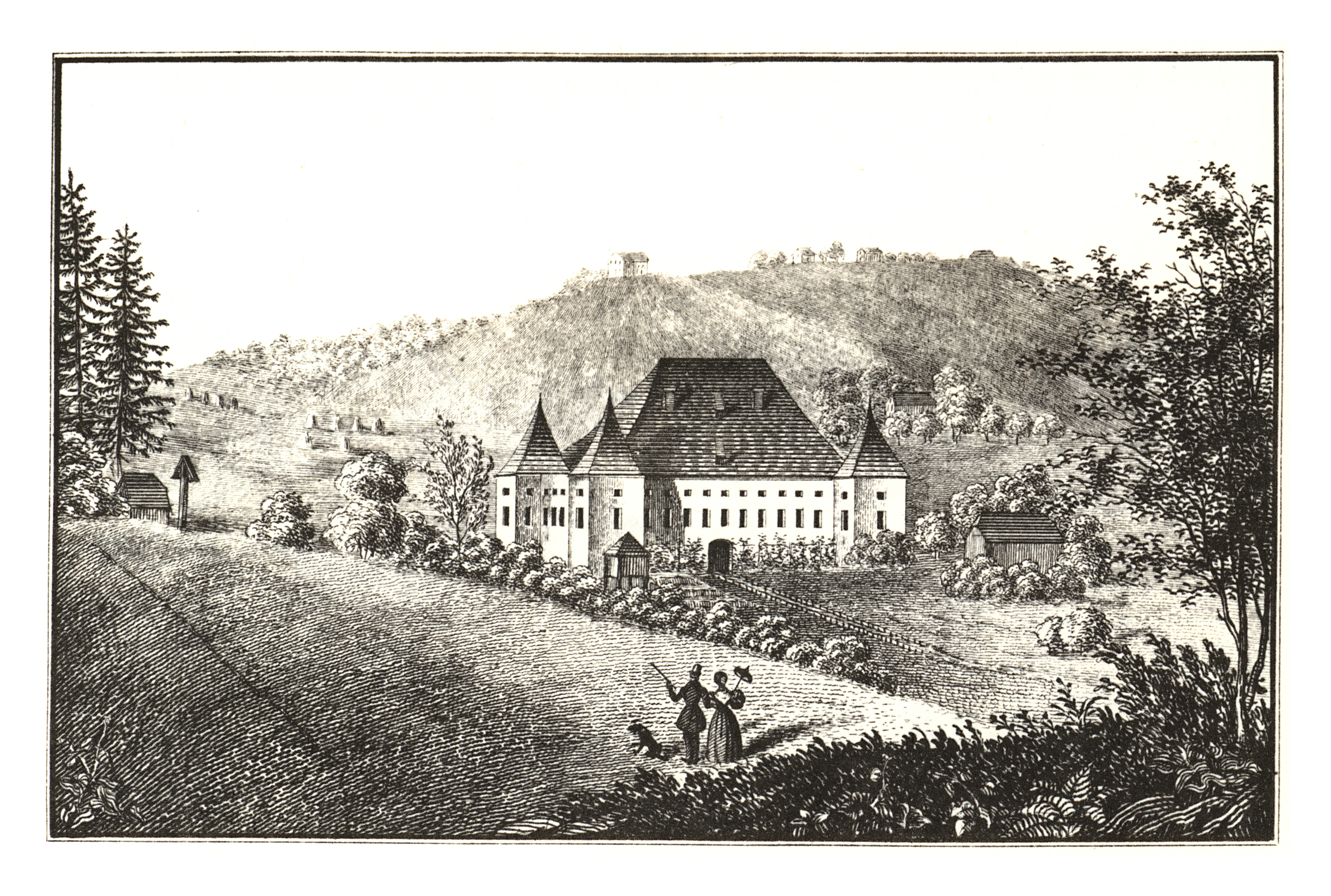
Ansicht um 1830

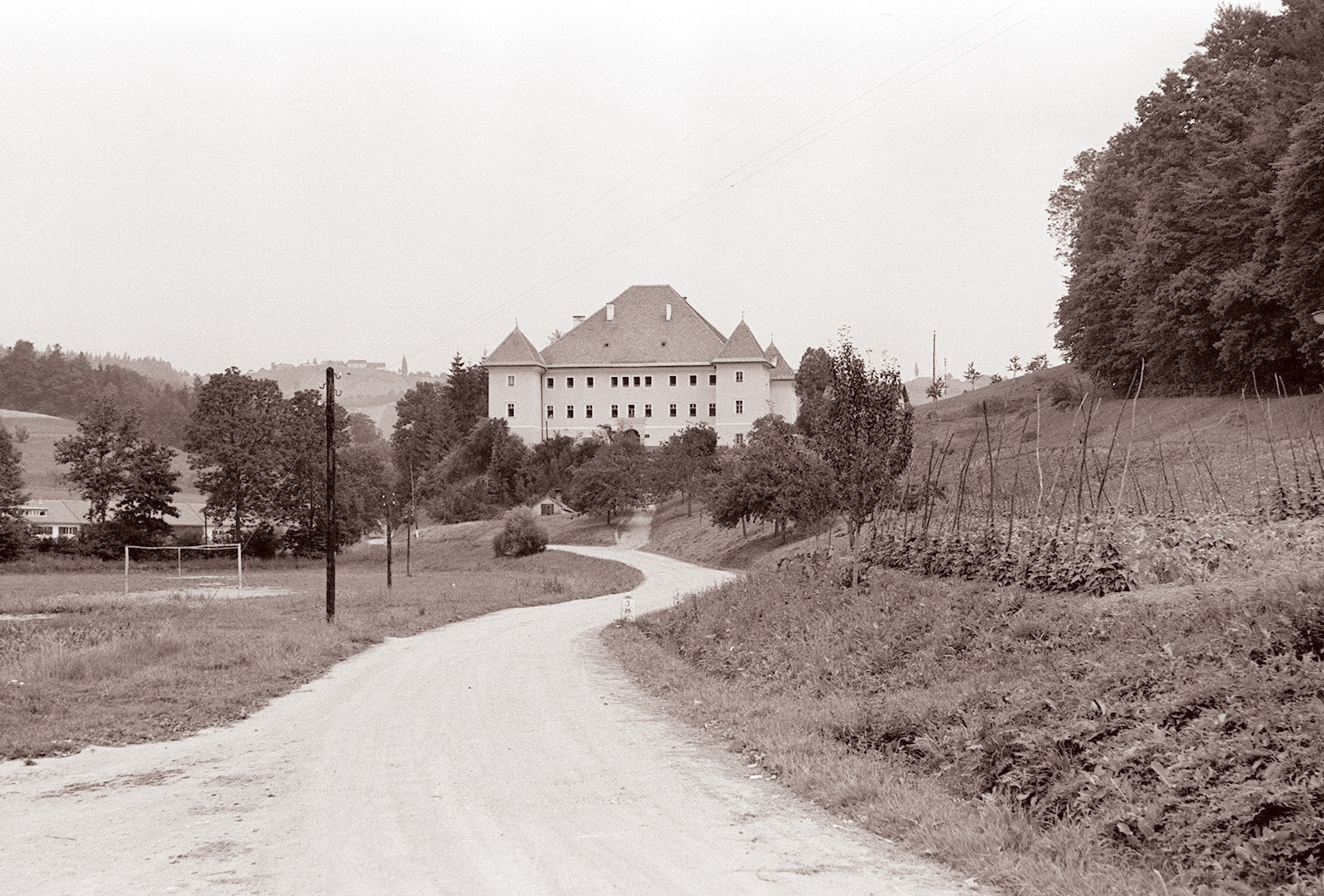
Foto aus dem Jahr 1960

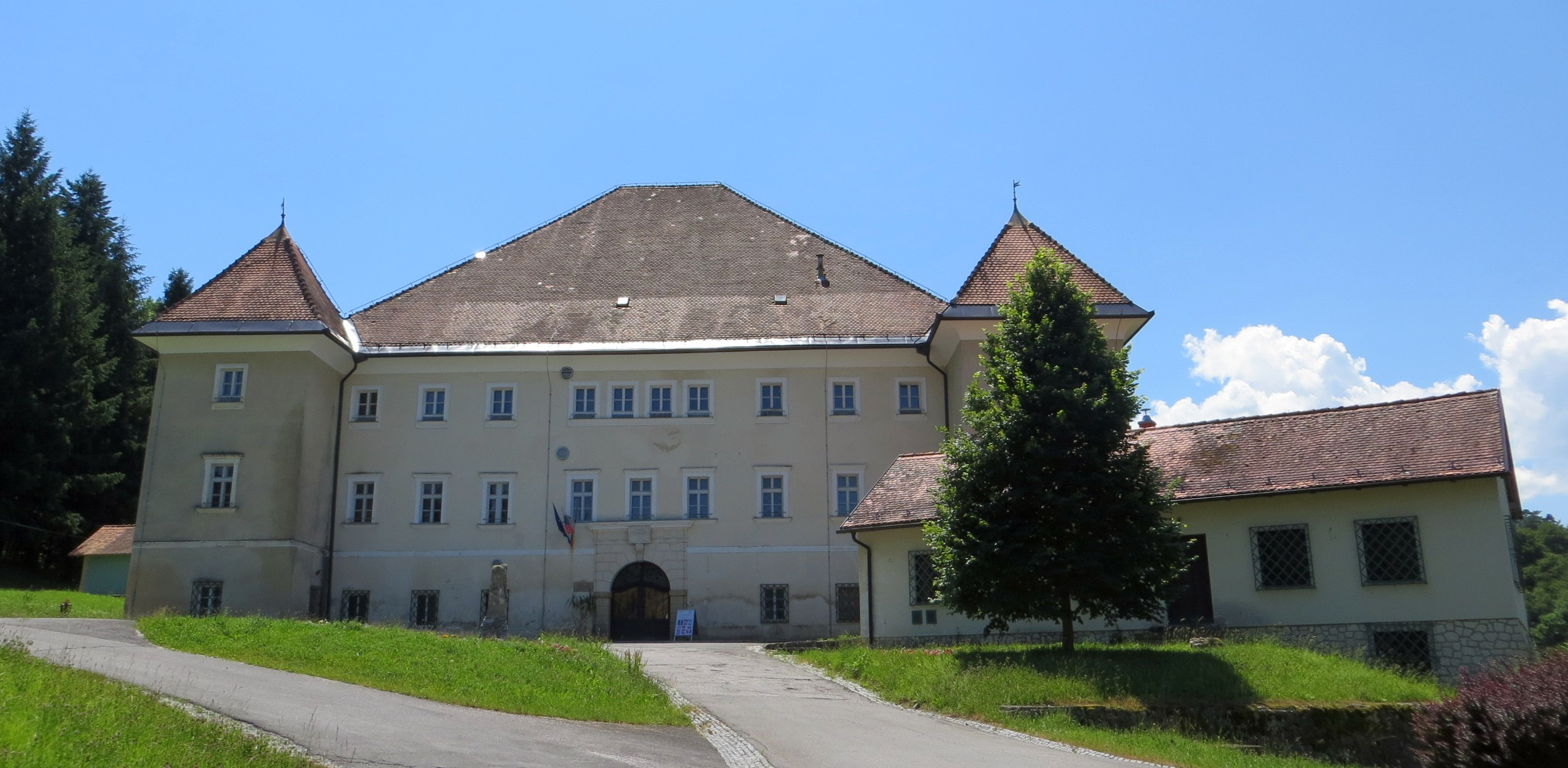
Schloss Witschein von Norden

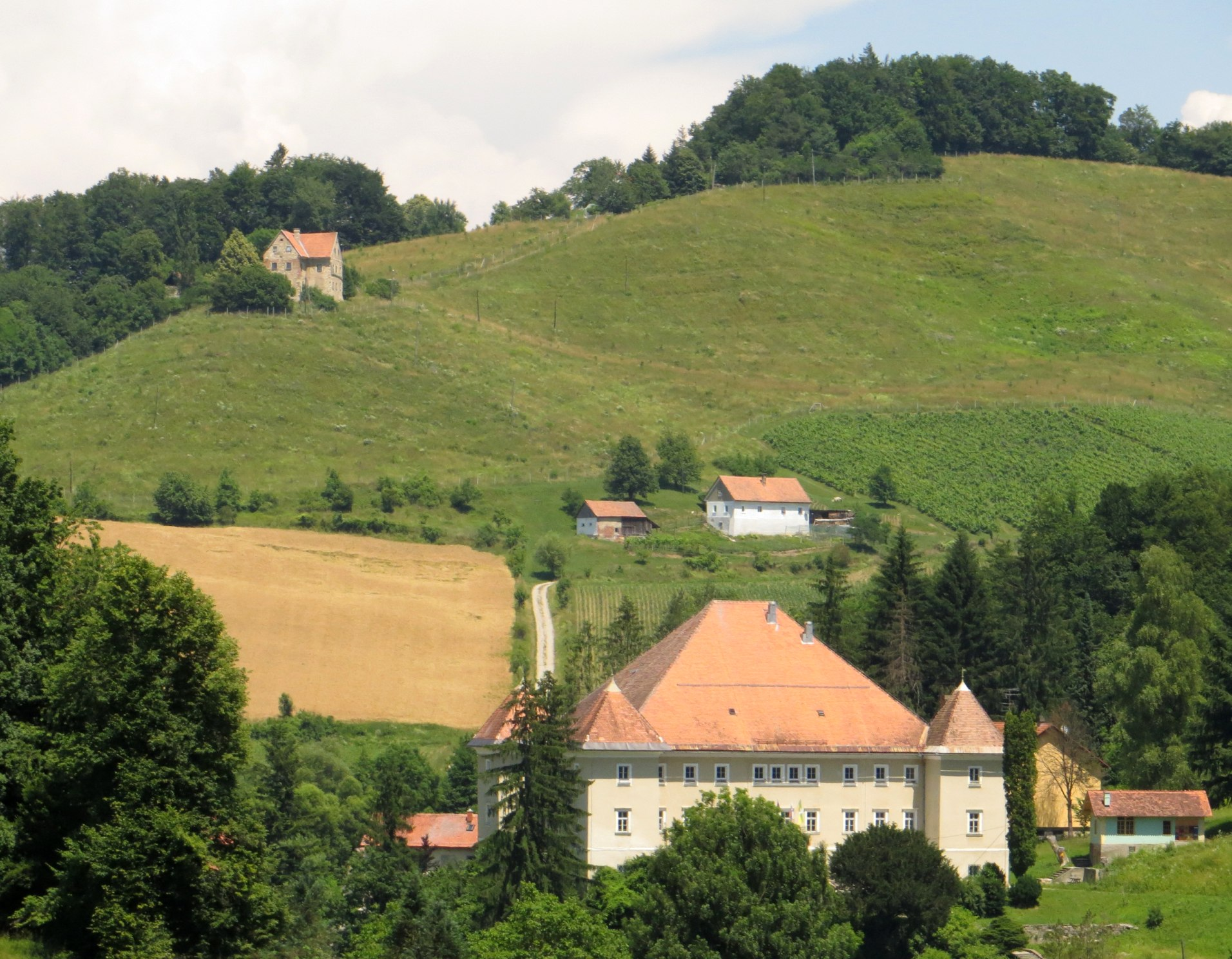
Schloss Witschein von Süden mit den Gebäuden der Umgebung

Das Schloss Witschein (slowenisch: Svečinski grad) ist ein Schloss in der Region Kungota in Slowenien.

## Geschichte
Eine Burg wurde bereits im 12. Jahrhundert erwähnt. Sie stand auf dem Hügel nördlich des heutigen Hofes. 1532 brannten die Türken die Burg nieder.
In der Nähe der Burgruine wurde das heutige Schloss errichtet, im Wesentlichen ein Renaissancebau von 1692 mit vier Ecktürmen auf rechteckigem Grundriss. Inschriften über dem Eingang legen nahe, dass die Fundamente bereits im Jahre 1629 errichtet wurden. Reinpert von Mueregg vermachte die Besitzungen dem Domstift Seckau.
Im 19. und 20. Jahrhundert erfolgten Renovierungen. Im Jahr 1935 befand sich hier eine Ausbildungseinrichtung für Bauern, nach dem Zweiten Weltkrieg eine landwirtschaftliche Heimatschule.